# Antoni Ribera i Maneja
Antoni Ribera i Maneja (Barcelona, 3 de maig de 1873 - Madrid, 4 de març de 1956) fou un director d'orquestra català.
Per complaure els seus pares, Emili Ribera i Ramonet i Dolors Maneja i Casades naturals de Berga, estudià comerç i fou empleat durant alguns anys sense deixar la música, a la qual es dedicà per complet a partir de 1894. Aquest mateix any assistí als festivals wagnerians de Bayreuth, i, en retornar a Barcelona, es donà a conèixer com a director d'orquestra. El 1899 feu un segon viatge a Alemanya, i hi perfeccionà els seus estudis amb el cèlebre teòric Hugo Riemann, ensems que dirigia diversos concerts simfònics (Bayreuth, Nuremberg, etc..).
De 1901 a 1904 fou director de la llavors naixent Associació Wagneriana de Barcelona, on dugué a terme una entusiasta i intel·ligent labor, ja que donà nombroses conferències i traduí al català totes les obres teatrals de Wagner (amb col·laboració amb d'altres), tasca aquesta molt important, ja Ribera hi va introduir la notació temàtica. També es dedicà a la crítica musical, i és particularment interessant la col·laboració que aportà al Diario de Barcelona durant els anys que va romandre a Alemanya.
El 1904-1905 fou director d'orquestra del Liceu de Barcelona, on va dirigir diverses produccions wagnerianes i estrenà Els mestres cantaires de Nuremberg. També fou durant quatre temporades (1905-1908) director d'orquestra del teatre Municipal de Lemberg, i més tard dues més (1910-1911), i hi va estrenar llavors L'anell del nibelung. El 1915 tornà a actuar al Liceu, i dirigí molts concerts en diversos punts d'Espanya, especialment a Barcelona, i de l'estranger. El 1905 i 1912 fou invitat per la família Wagner a cooperar en el Festival de Bayreuth, cosa que no havien fet fins aleshores amb cap músic dels països llatins.
Casat amb la cantant Joana Ott varen ser pares de Sigfred Ribera i Ott. El seu tiet Rafael Maneja i Casades era mestre de capella de la Catedral de Tarragona.